# Ennio Arlandi
Ennio Arlandi (ur. 21 stycznia 1966 w Tortonie) – włoski szachista, mistrz międzynarodowy od 1987 roku.

## Kariera szachowa
W latach 1980–1985 kilkukrotnie reprezentował Włochy na mistrzostwach świata i Europy w różnych kategoriach wiekowych, największy sukces odnosząc w 1981 r. w Embalse, gdzie zdobył tytuł wicemistrza świata juniorów do 16 lat. W 1984 r. podzielił I m. (wspólnie z Ianem Rogersem) w kołowym turnieju w Nuoro. Na przełomie 1990 i 1991 r. podzielił II m. (za Mišo Cebalo, wspólnie z Karelem Mokrym) w Reggio Emilii. W mieście tym sukces odniósł również na przełomie 1991 i 1992 r. (III m. za Lajosem Portischem i Wiktorem Gawrikowem, turniej B). W 1995 r. podzielił II m. (za Michele Godeną, wspólnie z Nenadem Sulavą i Igorem Jefimowem) w Asti. W 1996 r. podzielił I m. (wspólnie z Aleksandrem Złoczewskim i Spartaco Sarno) w Imperii, sukces ten powtarzając w 2005 r. (podzielił wówczas I m. wspólnie z Pavlem Simackiem i Ewgenim Ermenkowem).
W latach 1982–2006 jedenastokrotnie wystąpił na szachowych olimpiadach, zdobywając dwa złote medale za wyniki indywidualne, w latach 1988 i 1994. Był również sześciokrotnym (w latach 1989–2003) uczestnikiem drużynowych mistrzostw Europy. Wielokrotnie startował w finałach indywidualnych mistrzostw Włoch, największy sukces odnosząc w 2000 r. w Saint-Vincent, gdzie zdobył tytuł mistrza kraju. Poza tym, w 2005 r. zdobył medal srebrny (przegrywając w dogrywce z Michele Godeną).
Najwyższy ranking w dotychczasowej karierze osiągnął 1 stycznia 1997 r., z wynikiem 2470 punktów zajmował wówczas 5. miejsce wśród włoskich szachistów.